# Johannes Lohs
L’oberleutnant zur See Johannes Lohs (24 juin 1889 à Einsiedel-14 août 1918) était, durant la Première Guerre mondiale, commandant des U-boot UC-75 et UB-57.
Sur les 15 patrouilles qu'il commanda, il coula 76 navires pour un total de 148 677 tonnes dont la corvette britannique HMS Lavender (1 200 tonnes).
Il est décédé le 14 août 1918, date à laquelle son U-boot UB-57 a été coulé en percutant une mine.

## Biographie
Johannes Lohs est né le 24 juin 1889 à Einsiedel en Saxe. Son père, Oswald Lohs, est propriétaire d'une usine. Il a tout d'abord été à l'école dans son village natal, plus tard, au lycée de Chemnitz.
Il est entré dans la Kaiserliche Marine, le 1er avril 1909 et a eu plusieurs commandements comme Fähnrich zur See. Il a servi à partir du 1er octobre 1912 sur le croiseur Strasbourg où il vit la moitié de la planète.
Pendant la Première Guerre mondiale, Lohs entre en action pour la toute première fois le 28 août 1914 et est promu Leutnant zur See, à l'automne 1915. Puis il entre dans la U-Bootschule et obtient son premier commandement de U-boot, le UC-75 le 17 mars 1917, sur lequel il patrouille 9 fois au large des côtes britanniques. Le 2 janvier 1918, il prend le commandement de l'UB-57, d'un autre commandant légendaire d'U-boot, Otto Steinbrinck.

Lohs a de très bonnes idées sur la guerre sous-marine avec de nouvelles tactiques.

Le 24 avril 1918, il est décoré de la médaille Pour le Mérite.
Le 3 août 1918, il quitte le port de Zeebruges pour la dernière fois. Le dernier contact obtenu a été le soir du 14 août, au moment où l'UB-57 était de retour d'une patrouille et se trouvait à l'est du pas de Calais. L'UB-57 percute une mine et disparait corps et âmes. Une semaine plus tard, on retrouve sur la rive le corps de Lohs. Il est enterré dans le cimetière militaire à Flessingue, et puis transféré au cimetière allemand d'Ysselsteyn.
Pendant la Seconde Guerre mondiale, le 4 octobre 1937, la 3. Unterseebootsflottille (3e flottille de sous-marin), a été baptisée en son honneur Unterseebootsflottille Lohs.

## Commandements
- du 17 mars 1917 au 20 janvier 1918: UC-75
- du 2 février 1918 au 14 août 1918: UB-57

## Décorations
- Croix de fer de 1re classe
- Pour le Mérite